# Harding
Harding este un oraș din provincia Kwazulu-Natal, Africa de Sud.